# Jean-Michel Di Falco
Pour les articles homonymes, voir Falco.
Cet article possède un paronyme, voir Di Folco.
Jean-Michel Di Falco, né le 25 novembre 1941 à Marseille, est un prélat catholique français. Il est évêque auxiliaire de Paris de 1997 à 2003 puis évêque de Gap et d'Embrun (Hautes-Alpes) de 2003 à 2017. Principal soutien de la cause en béatification de Benoîte Rencurel, il est également connu du grand public pour avoir été porte-parole de la Conférence des évêques de France de 1987 à 1996, pour ses chroniques dans la presse et les médias. Il est par ailleurs le cofondateur de la chaîne KTO et du groupe Les Prêtres.
En 2001, Jean-Michel Di Falco est accusé d'avoir agressé sexuellement deux enfants dans les années 1970. Compte tenu de la prescription des faits allégués, il est d'abord décidé d'un non-lieu à poursuivre. La Cour de cassation a annulé, le 7 juillet 2022, cette décision.

## Biographie

### Formation
Jean-Michel Di Falco naît du mariage de Gaston Di Falco, technicien de radio, et de Mauricette Léandri. À l'âge de trois ans, ses parents n'étant pas pratiquants, Jean-Michel se rend, pour la première fois, à la messe et en ressort avec le désir de devenir prêtre. Alors qu'il n'a que quatre ans, son père quitte le domicile.
Jean-Michel Di Falco arrête assez tôt ses études et obtient un certificat d'aptitude professionnelle (CAP) de fraiseur au centre d'apprentissage Le Chatelier, puis devient en 1959 employé d'une agence de distribution de films, Les Films Océanic.
Il entame ensuite des études au séminaire des vocations tardives à Rencurel (diocèse de Grenoble), puis au grand séminaire de Marseille et à l'Institut catholique de Paris où il obtient une maitrise de philosophie.

### Principaux ministères
Ordonné prêtre le 29 juin 1968 pour le diocèse de Marseille, il est ensuite enseignant dans l'enseignement catholique de 1969 à 1984, puis directeur de l'Institut supérieur de pédagogie de l'Institut catholique de Paris de 1977 à 1982.
En parallèle, il est directeur et aumônier des classes élémentaires de l'école Saint-Thomas-d'Aquin, à Paris, de 1968 à 1974, puis des classes élémentaires de l'école Bossuet également à Paris, de 1974 à 1984. Il a également été aumônier du cours d'Hulst, à Paris, et de l'école des Roches, à Verneuil-sur-Avre, de 1976 à 1989.
Expert auprès de l'Unesco de 1980 à 1985, membre de l'équipe du Centre national d'enseignement religieux de 1980 à 1982, président de la Commission Enfants et média du Bureau international catholique de l'enfance de 1980 à 1984.
Il est ensuite, de 1982 à 1987, directeur de la revue Fiches du cinéma, chroniqueur religieux à RTL et délégué général de Chrétiens-Médias.
Il est ensuite nommé secrétaire général adjoint et porte-parole de la Conférence des évêques de France, fonctions qu'il exerce de 1987 à 1996.
En 1996, il est nommé conseiller culturel de l'ambassade de France près le Saint-Siège à Rome, directeur du Centre d'études Saint-Louis-de-France à Rome et directeur au séminaire français de Rome.
En 1999, à la demande du cardinal Lustiger, il fonde la chaîne de télévision KTO.

### Épiscopat
Nommé prélat d'honneur par le pape Jean-Paul II en 1995 et évêque auxiliaire de Paris le 4 juillet 1997, il est consacré évêque le 10 octobre suivant à Notre-Dame de Paris par le cardinal Jean-Marie Lustiger. En septembre 2003, il est dans un premier temps nommé évêque auxiliaire de Gap ; puis le 18 novembre 2003, il en est nommé évêque titulaire. Le diocèse prend ensuite le nom de diocèse de Gap et d'Embrun par décret le 31 décembre 2007 de la Congrégation pour les évêques,.
Pour la Conférence des évêques de France, il préside le Conseil pour la communication jusqu'en octobre 2010. Il a également présidé la commission des évêques d'Europe pour les médias (CEEM) et a été consulteur du Conseil pontifical pour les communications sociales à Rome.

#### Développement du sanctuaire de Notre-Dame du Laus
Au nom de l'Église catholique, Di Falco reconnait officiellement le caractère surnaturel des apparitions de Marie à Benoîte Rencurel le 4 mai 2008. Ce sont les premières apparitions reconnues en France par l'Église catholique depuis celles de Pontmain, en 1872. Par ailleurs, il soutient le procès en béatification de Benoîte Rencurel. C'est lui qui en 2003 entame la démarche jamais entreprise de reconnaissance des apparitions, nécessaire au dossier de béatification de Benoîte Rencurel, relancé en 1996. Sous l’égide de René Combal, six experts (un théologien, un historien, un spécialiste de la Bible, un psychanalyste, un psychologue et un magistrat) ont étudié durant trois ans la véracité biologique, historique et scientifique des faits, à partir des manuscrits et des témoignages d’époque. Benoîte Rencurel sera reconnue « vénérable » par le pape Benoît XVI le 3 avril 2009.

### Retraite épiscopale
Jean-Michel Di Falco étant atteint par la limite d’âge, le pape François accepte sa démission du siège épiscopal de Gap et d’Embrun le 8 avril 2017 et nomme Xavier Malle pour lui succéder.
En 2017, il célèbre les obsèques de l'actrice Mireille Darc, en 2020, celles de Valéry Giscard d'Estaing et, en 2024, celles d'Alain Delon,.

## Les Prêtres
Afin de financer des actions caritatives, il est le fondateur du groupe Les Prêtres composé de Charles Troesch et Jean-Michel Bardet, tous deux prêtres de son diocèse, et de Joseph Dinh Nguyen Nguyen, d'abord séminariste de son diocèse et marié depuis. Ils publient en mars 2010 l'album Spiritus Dei. L'album est vendu à plus de 800 000 exemplaires, il est disque de platine et no 2 dans le classement officiel des ventes d'albums en France[réf. nécessaire]. À l'issue des 800 000 disques vendus, Di Falco annonce le versement de 200 000 € à l’école Sainte-Thérèse d'Antsirabe (Madagascar), 200 000 € pour la restauration de la chapelle du Précieux Sang à Notre-Dame du Laus, 100 000 € à l’association Akamasoa présidée par le Père Pedro qui a sorti les enfants des ordures où ils cherchaient à manger à Tananarive (Madagascar), et 50 000 € à l’association APRES présidée par Yves Duteil pour une école en Inde.
L'album Spiritus Dei sera suivi de l'album Gloria (avril 2011), puis de l'album Amen  (avril 2014).

## Affaires judiciaires

### Accusation de pédophilie
Jean-Michel Di Falco est accusé en novembre 2001 d'avoir agressé sexuellement deux enfants et violé l'un d'eux dans les années 1970. Il nie ces accusations. Le procureur de Paris classe les deux plaintes pour prescription.  
L'homme qui dit avoir été violé assigne en 2016 Jean-Michel Di Falco dans le cadre d'une procédure civile pour obtenir réparation des préjudices subis. Il est débouté en première instance en 2018, puis en appel en 2019, sa demande ayant été jugée irrecevable en raison de la prescription des préjudices subis. 
Le 7 juillet 2022, la Cour de cassation annule l'arrêt de la cour d'appel de Paris. Une nouvelle assignation relance la procédure au civil, pour laquelle Jean-Michel Di Falco se présente devant la cour d'appel de Paris le 5 décembre 2023.

### Accusation de captation d'héritage
Un article de Libération révèle en juillet 2025 que Jean-Michel Di Falco est visé par une enquête préliminaire confiée à la Brigade financière pour « abus de faiblesse, faux, escroquerie et vols ». Il est accusé d'avoir exploité la faiblesse d'une nonagénaire morte en 2013 pour obtenir par testament le legs de l'intégralité de sa fortune (17 millions d'euros) au profit de l'association diocésaine, au dépens de son héritière,.

## Prises de position et polémiques
En 2009, il affirme que celui qui a un comportement à risques doit recourir au préservatif pour ne pas ajouter le crime ou le comportement suicidaire à un manquement aux recommandations de l'Église : « si on a un comportement à risques, on ne doit, ni être criminel, ni être suicidaire, et avoir recours aux outils qui sont à la disposition des personnes, donc au préservatif, pour tenter de limiter les risques ».
Il critique l'attitude de José Sobrinho, archevêque, dans une affaire d'excommunications liées à l'avortement d'une fillette après un viol incestueux au Brésil.
À l'occasion de Pâques, en 2009, il présente l'œuvre de Paul Fryer, représentant le Christ sur une chaise électrique, dans la cathédrale Notre-Dame-et-Saint-Arnoux de Gap. Cette Pietà a suscité de vives réactions parmi la communauté catholique de Gap, jugeant cette œuvre soit scandaleuse, soit bénéfique. L'évêque s'est justifié en disant que le but premier de l'exposition était de forcer les gens à venir dans une église et à s'interroger sur le mystère de la Croix : « s'il y a scandale pour certains, il n'est pas là où ils le pensent ! Le scandale, c'est notre indifférence devant la croix du Christ ».
En 2014, Di Falco devient président du comité de soutien de Jérôme Kerviel alors que ce dernier revient à pied de Rome, à la suite de sa rencontre avec le pape François. En mai 2014, il demande publiquement la grâce du « trader » au président François Hollande.
En février 2013, dans une chronique vidéo intitulée « Changer le genre de Dieu » et diffusée par l'hebdomadaire Le Point, il commente le changement de sens du mot « mariage » qui est en train de se produire, alors que sa définition était « non modifiée dans les dictionnaires depuis des siècles ». Le 17 août 2014, dans une interview accordée au Dauphiné libéré, il affirme : « Le mariage, c’est l’union d’un homme et d’une femme. […] Quant aux manifestations, plutôt bon enfant au début, elles ont été récupérées par la suite. Je pense aussi que les enfants n’avaient pas à être dans ces manifestations. Ce n’était pas leur place, ». Une polémique naît alors et ses propos sont vivement critiqués et réfutés par La Manif pour tous. Le 19 octobre, il affirme, dans sa chronique hebdomadaire du Point, avoir reçu plusieurs courriers anonymes dans lesquels il est critiqué, insulté et même menacé de mort.
Le 30 mars 2015, alors que Les Prêtres doivent donner un concert à l’Olympia au profit des Chrétiens d'Orient, victimes d'un génocide ordonné notamment par l'État islamique, Di Falco révèle que la mention de ce soutien sur les affiches exposées dans le métro est refusée par la RATP d'abord aux motifs de la « laïcité », puis de la « neutralité dans un conflit armé ». Di Falco ajoute « Dire que l’on ne prend pas parti face à un génocide, c’est de la lâcheté : quand une population est massacrée de manière systématique, on prend parti. Et c’est parce qu’on n’a pas pris parti qu’il y a eu la Shoah ». L'affaire prend alors une véritable tournure politique et judiciaire.
En septembre 2018 et après la réalisation d'un audit, son successeur au diocèse de Gap et d'Embrun accuse Jean-Michel Di Falco d'avoir engagé des dépenses excessives,,. Le 24 septembre 2018, un communiqué commun de Di Falco et de Xavier Malle, évêques diocésains successifs, conteste cette version.

## Œuvres
- Il y a longtemps que je t'aime (je prépare ma première communion), Paris Droguet & Ardant, 1982, 42 p.  (ISBN 2-7041-0101-9)
- Un Chrétien vous parle. Tome 1, Limoges, Droguet & Ardant, 1986, 127 p.  (ISBN 2-7041-0325-9)
- Du côté de l'école, avec Jean-Pierre Rosa, Paris, Nouvelle Cité, 1986, 186 p.  (ISBN 2-85313-134-3)
- Un Chrétien vous parle. Tome 2, Paris, Éd. S.O.S., 293 p.  (ISBN 2-7185-1002-1)
- Le Gàrri, Paris, Lattès, 1992, 239 p.  (ISBN 2-7096-1066-3)
- Le Journal de l'Évangile, Paris, Lattès, 1992, 215 p.  (ISBN 2-7096-1321-2)
- 100 questions sur la foi, Paris, Le Centurion, 1993, 98 p.  (ISBN 2-227-36238-3)
- Conversation avec Dieu : de saint Augustin à Woody Allen, Paris, Ramsay, 1995, 483 p.  (ISBN 2-84114-069-5)
- Le Journal des papes, avec Bruno Valentin, Paris, Ramsay, 1995, 203 p.  (ISBN 2-84114-128-4)
- Une Œuvre de Georges Autard (ouvrage collectif), Marseille, Éd. Bernard Muntaner, 1993, 90 p.  (ISBN 2-9506256-4-9) [six auteurs interrogent la même œuvre. La contribution de J.-M. Di Falco a pour titre « Perte du sang, perte du sens »]
- L'Amour crucifié : chemin de croix, avec Alexandre Joly, Paris, Fayard, Paris, 1997, 109 p. + 1 CD  (ISBN 2-213-59876-2)
- Teresa ou Les miracles de la foi, Paris Éd. no 1, 1997, 292 p.  (ISBN 2-86391-798-6)
- Ces papes qui ont fait l'Église, avec Bruno Valentin, Paris, L'Archipel, 2000, 120 p.  (ISBN 2-84187-236-X)
- Je crois, moi non plus : dialogue entre un évêque et un mécréant, avec Frédéric Beigbeder, Paris, Calmann-Lévy, 2004, 252 p.  (ISBN 2-7021-3423-8)
- Quand des médias dévoilent l'intime : quelques repères, avec Jean-Charles Descubes, Paris, Éd. du Cerf, Bayard & Fleurus-Mame, 2006 69 p.  (ISBN 2-204-08186-8),  (ISBN 2-227-47630-3) et  (ISBN 2-7289-1196-7),
- Faut-il avoir peur des religions ? , avec Tariq Ramadan et Élie Barnavi, Paris, Éd. Mordicus, 2008, 92 p.  (ISBN 978-2-7557-0403-7) [entretiens réalisés par Marie Vaton]
- Benoîte Rencurel, la visionnaire du Laus, Les Plans-sur-Bex & Paris, Parole et silence & Desclée de Brouwer, 2008, 194 p.  (ISBN 978-2-84573-682-5)
- Le Livre noir de la condition des chrétiens dans le monde, avec Timothy Radcliffe et Andrea Riccardi (coord. par Samuel Lieven), Paris, XO Éd., 2014, 811 p.  (ISBN 978-2-8456-3652-1) [ouvrage couronné en 2015 par le prix Document des Lauriers Verts lors de La Forêt des livres]

### Parolier
- Spiritus Dei dans Spiritus Dei, 2010
- Glorificamus Te dans Gloria, 2011
- Au commencement dans Gloria, 2011
- Mon enfant est parti dans Gloria, 2011
- Prière à Marie, avec Michel Jourdan et Pierre Porte, dans Gloria, 2011

## Lectures
Jean-Michel Di Falco a participé à plusieurs albums musicaux, en tant que lecteur :
- Conversation avec Dieu, dans Spiritus Dei, 2011
- L'Histoire de Spiritus Dei, lecteur et auteur, dans Spiritus Dei, 2011
- Je cherche ton visage, dans Gloria, 2011
- Aux amis de Spiritus Dei, avec les prêtres, lecteur et auteur, dans Gloria, 2011
- La Prière, dans Thérèse, vivre d'amour, 2013

## Distinctions

### Décorations
Le 31 décembre 1992, Jean-Michel Di Falco est nommé au grade de chevalier dans l'ordre national de la Légion d'honneur au titre de « ecclésiastique, consulteur du conseil pontifical pour les moyens de communications sociales ; 33 ans de ministère ecclésiastique » puis il est fait chevalier de l'ordre.
Il a été nommé au grade de chevalier dans l'ordre national du Mérite puis fait chevalier de l'ordre.

### Prix
En 1987, il reçoit le prix Georges Bernanos